# Sie hat es verdient
Sie hat es verdient ist ein deutsches Fernseh-Drama aus dem Jahr 2010 mit Liv Lisa Fries in der Hauptrolle als gewalttätige Jugendliche.

## Handlung
Als die beliebte Schülerin Susanne Wagner nicht zur Feier ihres 16. Geburtstags erscheint, ist die Sorge ihrer Mutter Nora groß. Susanne ist heimlich in ihren Klassenkameraden Josch verliebt, weswegen sie ihn zu ihrer Party einlädt. Damit provoziert sie allerdings die stets aggressive und ruppige Linda, mit der Josch eigentlich liiert ist. Dabei trägt Linda längst einen ausgewachsenen Hass auf Susanne in sich. Denn während Susanne scheinbar ein perfektes Leben genießen kann, wird Linda zu Hause von ihrem Vater missbraucht. Ihre Mutter schaut dabei weg, gibt Linda die Schuld an allem und hält sie für ein Monster, sodass Linda auch alles dafür tut, dem Bild ihrer Mutter zu entsprechen.
Jetzt, wo die von Linda als "Miss Piggy" verspottete Susanne sich auch noch als Nebenbuhlerin präsentiert, reicht es ihr. Sie stachelt ihre Clique, bestehend aus Josch und der unscheinbaren Kati, an, Susanne zu ihrem Geburtstag einen Denkzettel zu verpassen. Sie entführen Susanne und sperren sie auf den Dachboden von Lindas Elternhaus ein. Dort allerdings eskaliert die Situation schnell. Linda befiehlt und Kati und Josch fügen sich ihren Anstachelungen. Gnadenlos erniedrigen und misshandeln sie Susanne. Als Linda letztlich anordnet, Susanne umzubringen, erträgt Josch die Situation nicht mehr und verständigt die Polizei. Susanne wird ins Krankenhaus eingeliefert, wo sie später an ihren schweren Verletzungen stirbt. Etwa ein Jahr später versucht Susannes Mutter Nora herauszufinden, wie es dazu kommen konnte. Sie besucht Linda im Gefängnis und erhält als Antwort, dass Susanne es „verdient“ hätte.

## Hintergrund
Der Film wurde vom 8. Oktober bis 11. November 2009 in Berlin gedreht. Die Uraufführung war am 28. Juni 2010 beim Filmfest München, die Erstausstrahlung  am 14. September 2011 im Ersten. Dabei wurde der Film von 4,52 Mio. Zuschauern gesehen, was einem Marktanteil von etwa 14,9 Prozent entsprach.

## Kritiken
„Bedrückendes, herausforderndes (Fernseh-)Drama um Jugendgewalt, das bohrende Fragen nach dem Zustand unserer Gesellschaft stellt. Der Film verbindet virtuos mehrere Zeitebenen miteinander, wobei sich die Dynamik steigert und sich das dramaturgische Gerüst eng verzahnt, sodass Strukturen sichtbar werden. Die Verweigerung einer eindeutigen Erklärung ist trotz aller drastischen Gewaltszenen letztlich die größte Zumutung, die der Film dem Betrachter abverlangt. Für die Qualität des im besseren Sinne verstörenden Films sorgt auch das herausragende Darsteller-Ensemble.“

„‚Sie hat es verdient‘ ist ein Film, der vielleicht noch verstörender ist als ‚Uhrwerk Orange‘, weil er nicht fiktiv angelegt ist, sondern sehr real. Es ist kaum zu fassen und über 90 Minuten kaum zu ertragen, dass Menschen zu Menschen so grausam sein können. Aber es gibt sie eben, die U-Bahn-Schläger und die Amokläufer, es sind junge Leute, die plötzlich zu Killern werden und sie sind mitten unter uns. Deshalb darf eine ARD so viel Brutalität zeigen, ja sie muss es wohl sogar, sogar direkt nach der Tagesschau, zumal wenn sie so gekonnt inszeniert ist. Weil sie zur deutschen Wirklichkeit gehört. Weil wir uns damit auseinander setzen müssen. Weil die Gewalttäter so schwer zu verstehen sind.“

„Marc Liesendahls wacklige Kamerabilder vom Dachboden sind von kompromissloser Radikalität. Sie haben etwas Dokumentarisches, das den Zuschauer unerwartet zum Augenzeugen eines schrecklichen Verbrechens macht und dem Film eine abgründige Tiefe verleiht. Mit dem zwischen den Ereignissen hin und her springenden Drehbuch hat Regisseur Stiller die Thematik aus einer simplen Kausalität zu reißen versucht. Schließlich, so sagt er, handle das Buch davon, ‚was solche Ereignisse in unseren Köpfen, in unseren Herzen bewirken: Gedankenfetzen, Gefühle, die keine klare Ordnung haben‘. […] Am Ende macht der Filmemacher alles richtig. Indem er eben nicht vorgesetzte bequeme Antworten bietet, sondern den Zuschauer alleinlässt, mit einem unguten Gefühl.“

## Auszeichnungen
Liv Lisa Fries wurde für die Rolle der Linda bei mehreren Preisverleihungen gewürdigt. Sie erhielt den Günter-Strack-Fernsehpreis beim Studio Hamburg Nachwuchspreis 2011 und die Lilli Palmer & Curd Jürgens Gedächtniskamera bei der Goldene-Kamera-Verleihung 2012. Zudem war sie für den New Faces Award 2012 nominiert.